# Columbus (bier)
Columbus is een biologisch bier van Brouwerij 't IJ te Amsterdam. Het bier valt niet onder een specifieke stijl van bieren, maar is een zwaar amber bier met veel mout en hop, een bitterzoete smaak en 9% alcohol. 